# Демократический выбор России — объединённые демократы
Демократический выбор России — объединенные демократы (ДВР — объединенные демократы) — избирательный блок, участвовавший в парламентских выборах 1995 года, создан на основе партии Демократический выбор России. На выборах в декабре 1995 года не смог преодолеть 5%-й барьер, получив лишь 3,86 % избирателей.

## Формирование коалиции
Ещё в ноябре 1994 года Совет партии ДВР принял решение о подготовке к выборам и создании широкой демократической коалиции. Впрочем, активное формирование коалиции началось только весной 1995 года.
Уже к началу 1995 года было ясно, что для демократических, ориентированных на рыночные реформы сил ситуация складывается не слишком благоприятно. Тяжелое положение значительной части населения страны усиливала симпатии к консервативным, прокоммунистически настроенным группам. Звучали даже предложения перенести парламентские выборы на более поздний срок, чтобы они проходили в более благоприятных для демократических партий условиях. Тем более, что сроки полномочий Государственной думы первого созыва были сокращены — вместо «обычных» четырёх лет — только два года. Тем не менее, серьезной поддержки подобные предложения не нашли. В том числе, лидер ДВР Егор Гайдар категорически осудил любые призывы к тому, чтобы «отложить» выборы. Он подчеркивал, что «демократическая власть не может, ради любых разумных тактических соображений, отказаться от нормальных демократических методов, от выборов. От выборов нельзя спрятаться. На них надо идти».
К июню 1995 года предвыборная кампания стала вступать в более активную фазу. ДВР принимает основы своей информационной политики, в том числе, в сфере работы с электоратом, также была утверждена предвыборная программа. На II внеочередном съезде ДВР были приняты важные решения, касающееся построения предвыборной коалиции. С одной стороны, были отклонены предложения о заключении блока с последовательно про-президентским блоком Наш дом Россия во главе с Виктором Черномырдиным. С другой стороны был поддержан курс на попытку создания широкой «демократической коалиции», с включением туда партии Яблоко.
В этот период Егор Гайдар всячески выступал сторонником союза с партией Яблоко, в том числе заявляя, что «раскол демократов вдет к катастрофе» и, что он надеется на «здоровый инстинкт самосохранения коллег из демократического лагеря». Тем не менее, несмотря на активные переговоры с представителями партии Яблоко и её лидером Григорием Явлинским достигнуть консенсуса об основании объединения так и не удалось. Социал-демократическая по своей ориентации партия Яблоко и ориентированный на рыночно-либеральную модель Демократический выбор России так и не смогли договориться и пошли на выборы отдельно друг от друга. Определенную роль в провале такого альянса могли сыграть и личные конфликты между лидерами партий. Впрочем и Егор Гайдар, и Григорий Явлинский отрицали какую-либо личную неприязнь или конфликт, а говорили исключительно об идеологической несовместимости. При этом лидер ДВР неоднократно заявлял о том, что отсутствие коалиции между двумя партиями — серьезная ошибка: «Мы без всякого сомнения можем и готовы быть союзниками широкого спектра демократических организаций с отличающимися от нас во многом долгосрочными идеологическими или экономическими приоритетами. Именно поэтому я был убежден, что широкий демократический блок, включающий и две сильнейшие на сегодняшний день фракции в парламенте — „Выбор России“ и „Яблоко“, был бы полезен российской демократии, несмотря на все наши прошлые и будущие разногласия. К сожалению, как вы знаете, эта работа не принесла результатов. Я сожалею об этом. Я думаю, что это серьезная ошибка, которую сделали наши потенциальные партнеры».
В итоге, в августе 1995 года избирательный блок все-таки был сформирован. Он носил название «ДВР — объединенные демократы». Возглавил предвыборное объединение Егор Гайдар. Помимо кроме самого ДВР, в блок вошло ряд небольших демократически ориентированных партий, в том числе, Крестьянская партия Юрия Черниченко, Российская партия социальной демократии Александра Яковлева, Конгресс национальных объединений России (председатель — Александр Руденко-Десняк). В первую тройку обще федерального списка блока помимо Егора Гайдара также вошли , Сергей Ковалёв и актриса Лидия Федосеева-Шукшина.

## Предвыборная кампания
Предвыборная кампания проходила в ситуации, когда главным противником блока виделась опасность «красного реванша». Егор Гайдар довольно высоко оценивал важность предстоящих парламентских и президентских выборов и их роль в судьбе России и неоднократно подчеркивал это. Так он заявлял: «В нынешней кампании — я имею в виду, цикл парламентских и президентских выборов — решается гораздо больше, чем решалось в прошлой. Вообще в мире не так часто встречается, что на демократических выборах решается многое… В России и случаев-то таких пожалуй не было… А вот в этом цикле выборов — 1995—1996 годов — Россия действительна оказалась на развилке двух очень важных дорог, и то, какую она выберет, окажет очень важное влияние на её судьбу в XXI веке».
Довольно быстро была принята Предвыборная платформа избирательного блока «Мир — всем. Безопасность — каждому. Процветание России».
Главным лозунгом предвыборной кампании стал знаменитый слоган «Сделай разумный выбор». от отчетливо отсылал избирателя к опасности неразумной альтернативы. Речь шла, в первую очередь, об альтернативе консервативно-коммунистической. Слоган повторялся на всех агитационно-рекламных материала блока.
Кроме того, «Сделай разумный выбор» также рефреном проходило и в предвыборной кампании блока на телевидении. В виде телевизионных роликов были представлены слова поддержки избирательному блоку таких видных деятелей российской культуры как, например, Зиновий Гердт, Булат Окуджава.

## Итоги кампании
Избирательному блоку так и не удалось пройти в думу, преодолев необходимый 5%-ый барьер. Блок набрал только 3,86 % голосов избирателей. Тем не менее, по одномандатным округам депутатами стали 9 выдвиженцев блока — членов партии ДВР, в том числе Юлий Рыбаков, Сергей Ковалёв, Александр Починок, Сергей Юшенков, Виктор Похмелкин которые сформировали одноимённую депутатскую группу.
Владимир Боксер отмечает, что несмотря на то, что ухудшение электоральной поддержки ДВР во многом было закономерным процессом, тем не менее возможность преодоления 5%-го барьера все же была — не удалось это по ряду причин: отсутствие широкой коалиции, а также крайне неудачная для ДВР избирательная кампания («Центральной проблемой стала сама концепция — она была построена на сугубо антикоммунистической линии. В то время это было движение совершенно не туда, это было какое-то „ретро“»).

## Персоналии
Команда российских либеральных реформаторов и демократов, члены партии «Демократический выбор России»

| - Гайдар, Егор Тимурович - Починок, Александр Петрович - Похмелкин, Виктор Валерьевич - Ковалёв, Сергей Адамович - Мурашёв, Аркадий Николаевич - Томчин, Григорий Алексеевич - Шабад, Анатолий Ефимович - Юшенков, Сергей Николаевич |